# Eusébio de Queirós
Eusébio de Queirós Coutinho Matoso da Câmara (São Paulo de Luanda, 27 de diciembre de 1812 — Río de Janeiro, 7 de mayo de 1868) fue un magistrado y político brasileño. Fue senador y ministro de Justicia entre 1848 y 1852 y, en este cargo, fue autor de una de las más importantes leyes del imperio, la Ley Eusébio de Queirós, que reprimía el tráfico de esclavos y establecía su posterior extinción. También fue autor del Código de Comercio de 1850 del que algunas partes mantienen vigencia hasta la actualidad.
Nació en São Paulo de Luanda, actual Angola, cuando su padre servía ahí como Oidor General. Fue a Brasil cuando tenía 3 años de edad. Ya graduado de abogado de la Facultad de Olinda, fue durante 11 años Jefe de Policía de la Corte. Constituyó, como miembro destacado del partido conservador, la trinidad Saquarema, junto con Joaquim José Rodrigues Torres y Paulino Soares de Souza. En 1855 fue Consejero de Estado Extraordinario y, en 1866, fue Consejero de Estado Ordinario.